# Weberbauerocereus
Weberbauerocereus Backeb. – rodzaj sukulentów z rodziny kaktusowatych (Cactaceae). Przedstawiciele występują w Peru i północnym Chile.

## Systematyka
Rodzaj został opisany w 1942 r. przez Curta Backeberga. Nazwa pochodzi od nazwiska Augusta Weberbauera, badacza peruwiańskich Andów.
Synonimy
Meyenia Backeb., Rauhocereus Backeb.
Pozycja systematyczna według APweb (aktualizowany system APG III z 2009)
Jako rodzaj Haageocereus należy do rodziny kaktusowatych (Cactaceae) Juss., która jest jednym z kladów w obrębie rzędu goździkowców (Caryophyllales) i klasy roślin okrytonasiennych. W obrębie kaktusowatych należy do plemienia Trichocereeae, podrodziny Cacteoideae.
Pozycja w systemie Reveala (1993-1999)
Gromada okrytonasienne (Magnoliophyta Cronquist), podgromada Magnoliophytina Frohne & U. Jensen ex Reveal, klasa Rosopsida Batsch, podklasa goździkowe (Caryophyllidae Takht.), nadrząd Caryophyllanae Takht., rząd goździkowce (Caryophyllales Perleb), podrząd Cactineae Bessey in C.K. Adams, rodzina kaktusowate (Cactaceae Juss.), rodzaj Weberbauerocereus Backeb.
Gatunki
- Weberbauerocereus churinensis F. Ritter
- Weberbauerocereus cuzcoensis Knize
- Weberbauerocereus johnsonii F. Ritter
- Weberbauerocereus longicomus F. Ritter
- Weberbauerocereus rauhii Backeb.
- Weberbauerocereus torataensis F. Ritter
- Weberbauerocereus weberbaueri (K. Schum. ex Vaupel) Backeb.
- Weberbauerocereus winterianus F. Ritter